# Paweł Mrozowicki (podstarości trembowelski)
Paweł Mrozowicki herbu Prus III (ur. ok. 1589, zm. 1640) – podstarości i pisarz grodzki trembowelski, pisarz ostrzeszowski, poseł na Sejm, elektor 1632.

## Życiorys
Urodził się około 1589 roku jako syn Jana i Zofii Raszowskiej herbu Grzymała, córki Wojciecha i Katarzyny Otuskiej herbu Samson. Brat Jerzego, sekretarza królewskiego i pisarza ziemskiego halickiego.
Studiował na Wydziale Sztuk Wyzwolonych Akademii Krakowskiej; jak podaje Album Studentów „…Paweł Mrozowicki, syn Jana, pochodzący z diecezji krakowskiej, wpisał się do metryki studentów Akademii Krakowskiej na początku semestru zimowego 1607/1608 wnosząc opłatę w wysokości 4 groszy, tj. tylko część opłaty wstępnej”. W 1608 roku był zapewne wyróżniającym się studentem, bowiem jemu powierzono z okazji promocji napisanie wiersza dedykowanemu dziekanowi Wojciechowi Virginius’owi ze Stryja, kanonikowi św. Anny, który został umieszczony w publikacji pt. „D. O. M. A. In Honorem Nobilium & Ingenuorum X Adolescentvm: Dum in Alma Academia Cracouiensi, VII. Calend: Aprilis Per V. D. M. Albertvm Mileivm [...] Artium & Philosophiæ Baccalaurei renunciarentur Epigrammata A Studiosis eiusdem Academiæ cantata”, będącej typowym przykładem wczesnego baroku.
Zdecydował się wybrać karierę urzędniczą w sądownictwie, został początkowo pisarzem ostrzeszowskim, następnie w 1623 roku został powołany na urząd pisarza grodzkiego trembowelskiego, z nominacji Jerzego Bałabana, w 1635 roku objął urząd podstarościego trembowelskiego. Był bliskim współpracownikiem marszałka nadwornego i marszałka wielkiego koronnego Łukasza Opalińskiego, reprezentował w Trybunale Zofię z Zamiechowskich, wdowę po Janie Golskim kasztelanie kamienieckim i Stanisławie Lanckorońskim wojewodzie podolskim, żonę Janusza Skumina Tyszkiewicza wojewody trockiego, która w swoim testamencie z 5 września 1634 roku jego uwzględniła, pisząc, iż „…sprawami memi teraz w trybunale zawiaduje”.
Poza działalnością sądowniczą udzielał się również publicznie na terenie ziemi halickiej, w 1632 roku podpisał z województwem ruskim elekcję króla Władysława IV, Wówczas jego bracia Gabriel i Jerzy podpisali również tę elekcję, ale z województwem krakowskim. Następnie posłował na Sejm w 1635 roku, gdzie tytułowany podstarostą trembowelskim, został wyznaczony przez króla Władysława IV, razem z: Marcinem Kalinowskim, wojewodą i starostą czernichowskim, Mikołajem Potockim, pisarzem polnym koronnym, Łukaszem Makowskim, podstolim podolskim, Walentym Jeziorkowski, miecznikiem podolskim, Teofilem Szemberkiem, sekretarzem królewskim oraz Januszem Kinarzowskim, podstarostą kamienieckim, rewizorem „municyj” do wsi Hołoskowa, leżącej w województwie czernichowskim i zobowiązany został do złożenia sprawozdania na kolejnym Sejmie. Na tym samym sejmie uchwałą sejmową został wyznaczony na komisarza do granic od Wołoch. Będąc biegłym w sprawach sądowniczych występował w trybunałach koronnych, ale również był tam pozywany.
Zmarł w 1640.
Żonaty był dwukrotnie, 1v. z Anną Korycińską herbu Topór, zmarłą przed 1610, 2v. z N Podlodowską herbu Janina, zmarłą po 1640 roku. Z pierwszą żoną pozostawił syna Stanisława, a z drugą żoną, syna Marcina.

## Wywód przodków
| 4. Stanisław Mrozowicki |  |                    |  |  |                     |
|                         |  | 2. Jan Mrozowicki  |  |  |                     |
| 5. N Janicka            |  |                    |  |  |                     |
|                         |  |                    |  |  | 1. Paweł Mrozowicki |
| 6. Wojciech Raszowski   |  |                    |  |  |                     |
|                         |  | 3. Zofia Raszowska |  |  |                     |
| 7. Katarzyna Otuska     |  |                    |  |  |                     |
|                         |  |                    |  |  |                     |